# Juno (sonda espacial)
Juno é uma sonda espacial da NASA atualmente orbitando o planeta Júpiter. Foi lançada do Cabo Canaveral, na Flórida, em 5 de agosto de 2011, sobre um foguete Atlas V, e entrou em uma órbita polar ao redor do planeta em 5 de julho de 2016. Esta é a primeira vez que Júpiter será visto abaixo da cobertura densa de nuvens. Por isso o nome Juno, uma homenagem à deusa romana que era esposa de Júpiter. No dia 30 de abril de 2016, deu-se a ela o retroacrônimo de "JUpiter Near-polar Orbiter", que foi incluso na lista de acrônimos da NASA. Seu objetivo primário será investigar a origem e evolução de Júpiter, e, por extensão, do Sistema Solar. Para isso, possui nove instrumentos científicos, que vão estudar a composição do planeta, sua distribuição de massa, atmosfera, campos gravitacionais e magnéticos e as regiões polares da magnetosfera jupiteriana.
A Juno é a segunda missão do Programa New Frontiers da NASA a ser lançada, tendo sido precedido pela sonda New Horizons, e a segunda sonda a orbitar Júpiter, seguindo a Galileo que orbitou o planeta entre 1995 e 2003. A nave irá orbitar o planeta por um período de 20 meses, realizando 37 voltas completas e desenvolvendo diversos estudos e medições. Após o fim deste período, a sonda mergulhará na atmosfera do planeta até ser completamente destruída pela pressão dos gases ali existentes.
Juno tem 3,5 metros de altura e 3,5 metros de diâmetro e, ao contrário da maioria das missões com destino ao Sistema Solar exterior, que utilizam geradores termoelétricos de radioisótopos como fonte de energia, a sonda Juno é movida a energia solar através de três painéis solares, os maiores já utilizados em uma sonda planetária.
A Juno foi a primeira missão que levou uma nave movida a energia solar comandada a partir da Terra, além de orbitar de polo a polo de um planeta. Em janeiro de 2016, Juno se tornou a nave espacial movida a energia solar que chegou mais longe. Ela passou a marca de 791 milhões de quilômetros, antes feita pela sonda Rosetta, da Agência Espacial Europeia, em outubro de 2012. Outras sondas foram mais longe, mas eram alimentadas por geradores nucleares. Além disso, ela detém outro recorde: conforme o Guinness World Records, ela é o objeto mais rápido já criado pelo ser humano. Ao se aproximar do planeta, era previsto que a gravidade começasse a puxar Juno cada vez mais rápido até a espaçonave atingir uma velocidade de mais de 250 000 km/h, quebrando um recorde de 40 anos.
Orbitando Júpiter desde 2016, a Sonda Juno descobriu que o planeta gigante tem, na verdade, mais água na atmosfera do que se imaginava.
Os dados contradizem as leituras da Galileo, enviadas antes de a sonda se desintegrar na descida em direção ao solo do planeta, em dezembro de 1995. Uma de suas últimas tarefas, 57 minutos antes de interromper contato com a Terra, foi transmitir por rádio as análises de seu espectrômetro relativas à quantidade de água no ar de Júpiter.
À época, os cientistas ficaram consternados ao descobrir que havia um décimo do esperado. Juno deu-lhes um presente: à altura da linha do equador, cerca de 0,25% das moléculas na atmosfera joviana são de água. 
"Ninguém imaginaria que a quantidade de água pudesse ser tão variável por todo o planeta", explicou o pesquisador principal da Missão Juno, o físico espacial Scott Bolton. Com os dados da sonda combinados com um mapa infravermelho feito por um telescópio na Terra, a conclusão foi de que a Galileo teve azar, analisando um ponto meteorológico incomumente quente e seco do ar joviano.

## Águas em ciclones
Dados recém-divulgados da sonda Juno mostram uma grande quantidade de água em Júpiter, maior planeta do Sistema Solar.
Os dados foram coletados nos oito primeiros sobrevoos que a Juno fez sobre o planeta. Os estudos se concentraram na região equatorial, onde a atmosfera parece mais homogênea. O radiômetro da sonda foi capaz de enxergar mais fundo do que o da sonda Galileo.
Liderado pelo astrônomo Cheng Li, do Instituto de Tecnologia da Califórnia, o estudo determinou que 0,25% das moléculas na atmosfera do planeta são água.
Pode parecer pouco, mas isso é três vezes mais que o valor encontrado no Sol, por exemplo. Em 1998, a sonda Galileu mostrou uma abundância menor do que a solar ao realizar a mesma medição.
O resultado é surpreendente porque mostra que a atmosfera de Júpiter não é homogênea.
Juno está lentamente inclinando sua órbita para o norte. O objetivo é analisar se a quantidade de água varia de acordo com a latitude e com os gigantescos ciclones do planeta gasoso.

## Objetivos da missão

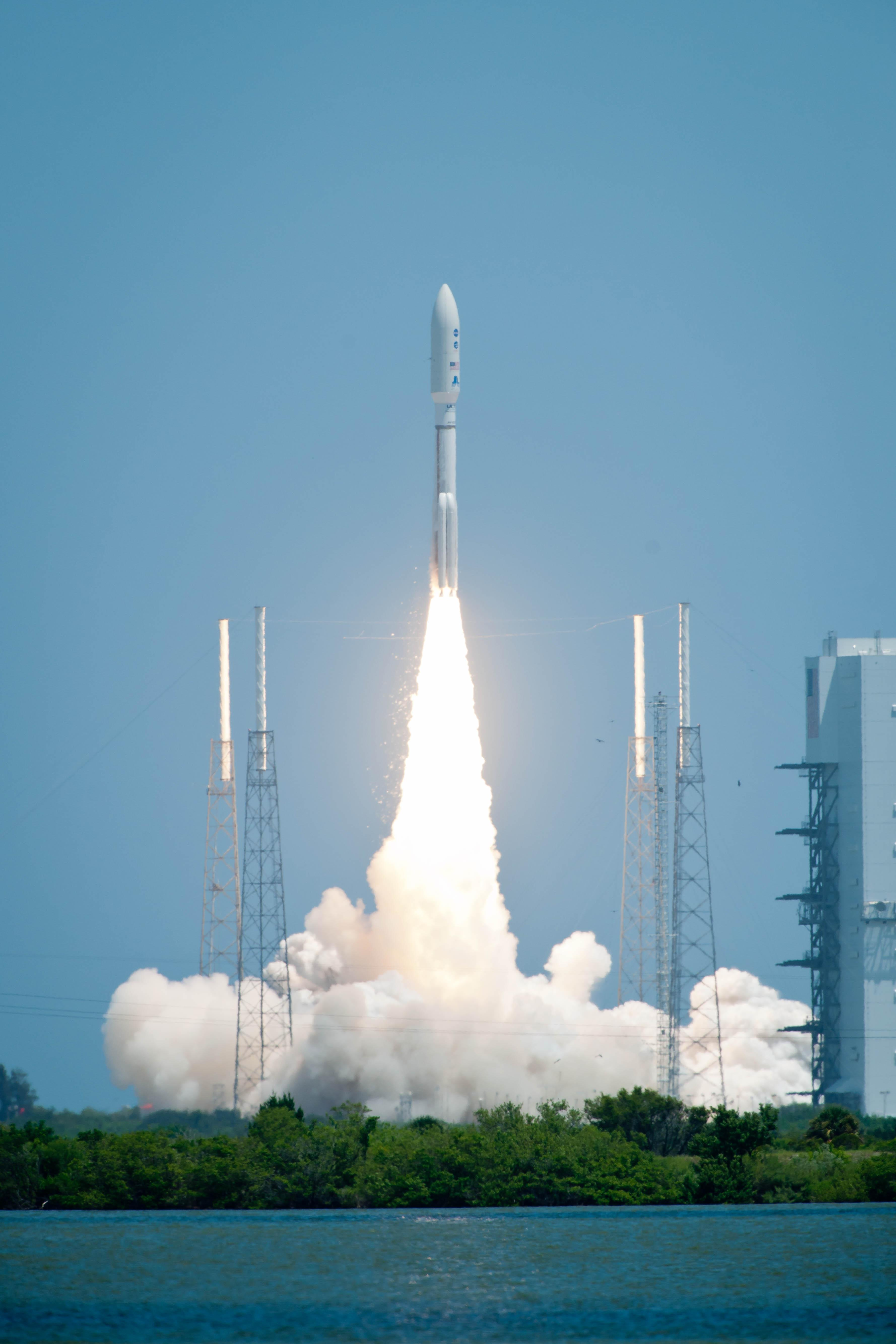
Lançamento do foguete Atlas V contendo a sonda Juno em 5 de agosto de 2011

Os principais objetivos da missão Juno são:
- Determinar a quantidade de água existente na atmosfera de Júpiter, que ajudará a perceber se as teorias de formação do planeta estão corretas, ou se novas teorias serão necessárias;
- Ver o interior da atmosfera de Júpiter e medir sua composição, temperatura, movimento das nuvens e outras propriedades;
- Mapear os campos magnéticos e de gravidade, revelando a estrutura do interior do planeta.
- Explorar e estudar a magnetosfera próxima dos polos de Júpiter, especialmente as auroras – adquirindo novos conhecimentos sobre como a enorme força do campo magnético afeta a sua atmosfera.[11]

### Abordagem da órbita de Júpiter
Em 4 de julho, a sonda chegou com segurança em Júpiter. Durante a sua abordagem, Juno esteve a 76 000 quilômetros do topo das nuvens de Júpiter, aproximadamente, cerca de um quinto da distância entre a Terra e nossa lua. Às 23h05, a sonda completou um disparo de 35 minutos do seu motor principal. Isso ajudou Juno a diminuir a velocidade para cerca de 209 000 quilómetros por hora.
Durante inserção em órbita, todos os instrumentos científicos de Juno foram desligados enquanto a nave fez o seu primeiro mergulho através dos cinturões de alta radiação  que circundam o planeta. A diminuição da velocidade permitiu que a sonda a fosse capturada pela gravidade de Júpiter e entrar em órbita ao redor do planeta.

### Luas de Júpiter
Em janeiro de 2021, a NASA estendeu as operações da missão até setembro de 2025. Nesta fase, Juno começou a examinar as luas internas de Júpiter, Ganimedes, Europa e Io. Um sobrevoo de Ganimedes ocorreu em 7 de junho de 2021, 17h35 UTC, chegando a 1 038 km (645 milhas), o mais próximo que qualquer espaçonave já chegou dessa lua desde a Galileu em 2000. Então, espera-se que um sobrevoo da lua Europa ocorra no final de 2022, a uma distância de 320 quilômetros (200 milhas). Finalmente, a espaçonave está programada para realizar dois sobrevoos de Io em 2024 a uma distância de 1 500 km (930 mi). Esses voos ajudarão ainda mais com as próximas missões, incluindo a missão Europa Clipper da NASA e a JUICE da Agência Espacial Europeia, bem como o proposto Io Volcano Observer.

## Instrumentos

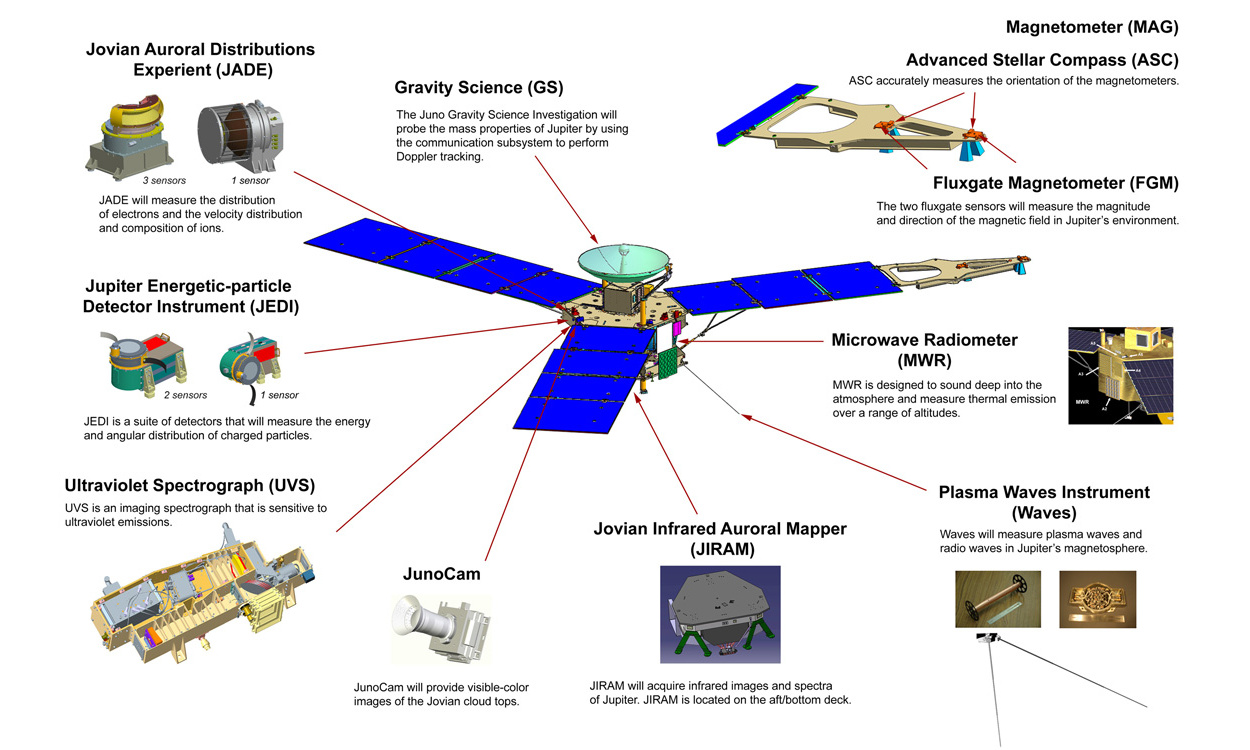
Desenho mostrando onde os instrumentos de Juno estão fixados.

Para realizar suas observações, Juno carrega um conjunto de nove instrumentos.
- Radiômetro de microondas (MWR): Para medir a abundância de água e amônia nas camadas profundas da atmosfera de Júpiter e para obter um perfil de temperatura da atmosfera.
- Jovian Infrared Auroral Mapper (JIRAM): um espectrômetro para fornecer imagens de auroras na atmosfera superior de Júpiter.
- Magnetômetro (MAG): Para mapear o campo magnético de Júpiter e determinar a dinâmica do interior do planeta.
- Gravity Science (GS): Para mapear a distribuição de massa dentro de Júpiter medindo as mudanças Doppler nos sinais de rádio da espaçonave.
- Jovian Auroral Distributions Experiment (JADE): Para medir a distribuição angular, energia e o vetor velocidade de íons e elétrons em baixa energia presentes na aurora de Júpiter.
- Jovian Energetic Particle Detector Instrument (JEDI): Para medir a distribuição angular, energia e o vetor velocidade de íons e elétrons em alta energia presentes na aurora de Júpiter.
- Radio and Plasma Wave Sensor (Waves): Um sensor de ondas de rádio e plasma para identificar as regiões das correntes aurorais que definem as emissões de rádio de Júpiter e a aceleração das partículas aurorais.
- Ultraviolet Spectrograph (UVS): Um espectrógrafo ultravioleta para fornecer imagens espectrais das emissões aurorais ultravioleta na magnetosfera polar.
- JunoCam (JCM): Uma câmera / telescópio de luz visível para estudar a dinâmica das nuvens de Júpiter e para facilitar a educação e divulgação.

## Cronograma
| Data (UTC)                    | Evento                                                                                                  |
| ----------------------------- | --- |
| Agosto de 2011                | Lançamento.                                                                                             |
| Agosto de 2012                | Correções de trajetória.                                                                                |
| Setembro de 2012              | Correções de trajetória.                                                                                |
| Outubro 2013                  | Sobrevoo da Terra para aumentar a velocidade (de 78 000 a 93 000 mph (130 000 a 150 000 km/h)). Galeria |
| 5 de julho de 2016, 02h50     | Chegada a Júpiter e inserção da órbita polar (1ª órbita).                                               |
| 27 de agosto de 2016, 13h44   | Perijove 1. Galeria                                                                                     |
| 19 de outubro de 2016         | Perijove 2: Manobra de Redução de Período Planejado, mas o motor principal não funcionou como esperado. |
| 11 de dezembro de 2016, 17h04 | Perijove 3 - O sul de Júpiter está a 37 mil quilômetros de distância.                                   |
| 2 de fevereiro de 2017        | Perijove 4 - Juno mergulha ao longo do topo das nuvens de Júpiter com o motor principal ainda offline.  |
| 1 de setembro de 2017         | Falha esperada da JunoCam                                                                               |
| 2018–2019                     | Disposição da nave espacial na forma de entrada em órbita controlada para encontro a Júpiter.           |